# Fusuma

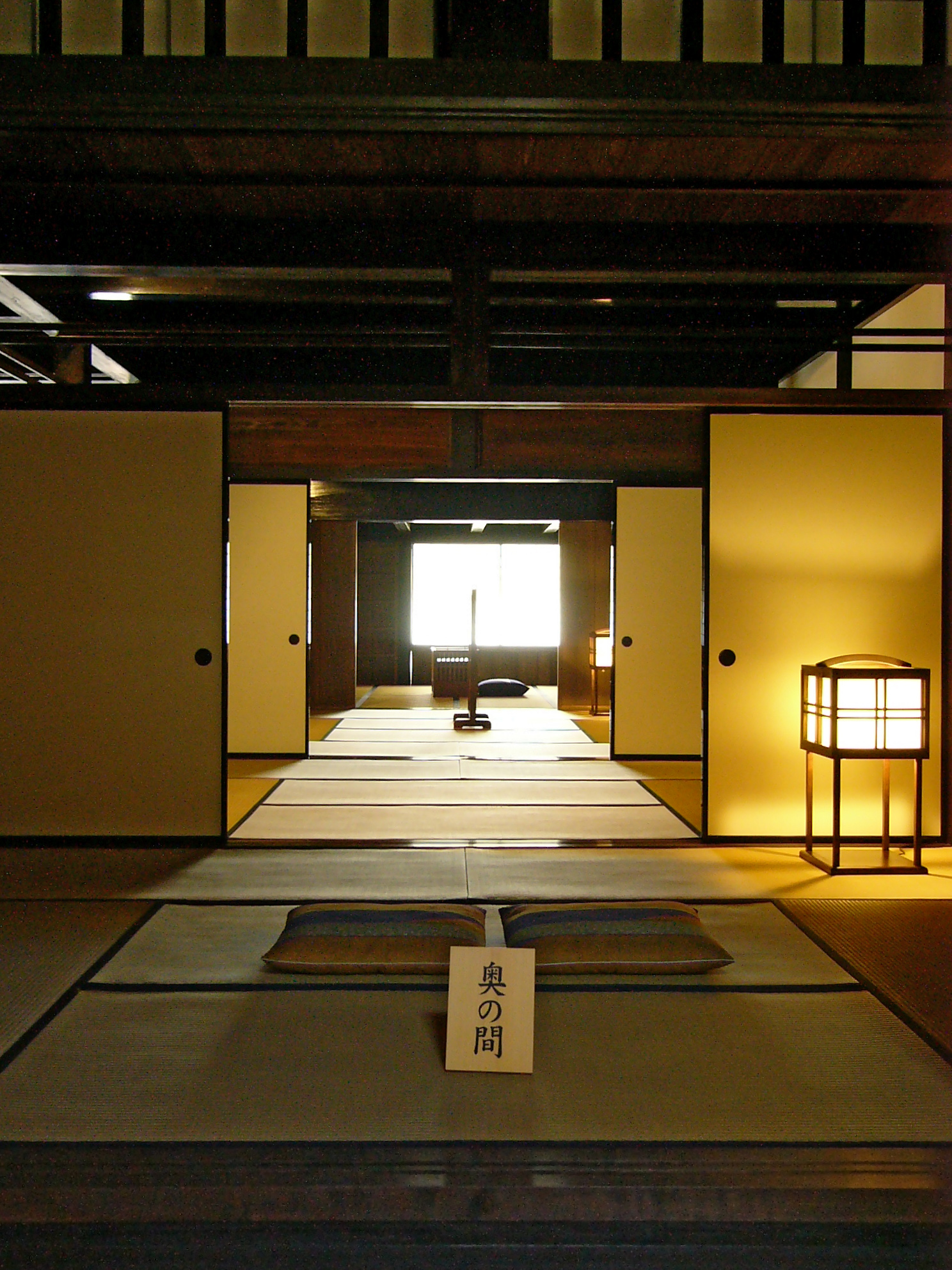
Fusuma.

En la arquitectura japonesa los fusuma (襖?) son rectángulos verticales opacos que se deslizan de lado a lado para redefinir espacios dentro de un cuarto o se usan como puertas. Típicamente miden 3 pies de ancho por 6 de alto (91 cm de ancho, 183 cm de alto), el mismo tamaño que un tatami, con dos o tres centímetros de grosor. La altura de los fusuma ha incrementado en los últimos años debido al incremento de la altura promedio de la población japonesa, y una altura de 190 cm es ahora común. En construcciones viejas, los fusuma son tan bajos como 170 cm. 
Ambos el fusuma y el shōji corren sobre rieles de madera por arriba y por debajo. El riel de arriba se llama kamoi (鴨居?), literalmente “el lugar del pato” y el riel de abajo se llama shikii (敷居?). Tradicionalmente estos estaban encerados, pero ahora tienen, por lo usual, una tira de vinilo deslizante para facilitar el movimiento del fusuma y del shōji.
Junto con el fusuma, el shōji y el tatami (en el piso) arman un cuarto típico japonés.
- Datos: Q1069573
- Multimedia: Fusuma / Q1069573